# Macrobies
Les Macrobies ou Macrobioi (en grec ancien Μακροβίοι, « les Longue-Vie ») sont un peuple légendaire évoqué par les auteurs antiques grecs et romains et caractérisé par sa grande longévité. Ce peuple est situé à plusieurs endroits du monde selon les auteurs, mais toujours aux limites du monde connu.

## Les Somaliens Longue-Vie
Plusieurs auteurs situent les Macrobies en Afrique. Hérodote, dans son Enquête, au livre III, évoque un peuple de Somaliens vivant sur la côte sud de la Libye, à l'extrémité sud du monde connu. Il explique que Cambyse, qui voulut leur faire la guerre (ainsi qu' aux Carthaginois et aux Ammoniens), leur envoya d'abord comme espions des Ichtyophages habitant Éléphantine qui parlait leur langue, afin de connaître leur pays et  s’assurer de l’existence de la Table du Soleil. Il les fit passer pour des messagers chargés de leur offrir un habit de pourpre, un collier d’or, des bracelets, un vase d’albâtre plein de parfums et une barrique de vin de palmier. Mais, se doutant du mensonge, le roi d’Éthiopie leur donna son arc débandé et déclara qu'il « conseille à celui de Perse de venir lui faire la guerre avec des forces plus nombreuses, lorsque les Perses pourront bander un arc de cette grandeur aussi facilement que moi. Mais en attendant qu’il rende grâces aux dieux de n’avoir pas inspiré aux Éthiopiens le désir d’agrandir leur pays par de nouvelles conquêtes ! » Il présenta ensuite aux espions les Macrobies. Particulièrement grands et bien faits, ils choisissent pour roi le plus grand d'entre eux, à condition qu'il soit aussi fort. Ils se nourrisent de viandes bouillies et de lait. Vivant pour la plupart jusqu’à cent vingt ans (et quelques-uns même au delà), ils doivent leur longévité à une source dont l'eau a une densité si faible que rien n'y flotte et qui exhale une odeur de violette ; elle rend la peau onctueuse comme une onction d'huile et est présentée comme étant peut-être à l'origine de la longévité de ce peuple. C'est l'une des premières évocations de ce qui devient ensuite la légende de la fontaine de jouvence. Par ailleurs, au pays des Somaliens Longue-Vie, le cuivre est un métal plus rare et plus précieux que l'or, de sorte que les chaînes des prisonniers sont faites d'or. C'est dans leur pays que se trouve l'endroit appelé la Table du Soleil, un sanctuaire où des serviteurs déposent chaque jour des viandes que tout le monde peut venir consommer. Les Somaliens ont en outre une technique d'embaumement qui consiste à momifier le corps puis à l'enrober d'une couche de plâtre qu'on peint entièrement à l'image du défunt, avant de glisser le tout en position debout dans un étui fait d'une pierre transparente locale, un verre fossile, facilement modelable. Les sarcophages transparents ainsi obtenus, qui ont la propriété de préserver les corps et de ne pas émettre de mauvaise odeur, sont conservés un an par leurs proches à la maison, où ils lui offrent des sacrifices, puis les sarcophages sont dressés aux environs de la ville. Après que les espoins eurent fait leur rapport, Cambyse, ivre de colère, prépara une expédition à la hâte, sans réfléchir à comment la préparer. Partant avec toute son armée, il ne laissa en Égypte que ses Grecs. De passage à Thèbes, il ordonna à environ cinquante mille hommes de réduire en esclavage les Ammoniens et de mettre ensuite le feu au temple où Zeus rendait ses oracles. Puis, il marcha jusqu'en Éthiopie. Mais, faute de vivres suffisantes, les soldats mangèrent les bêtes de somme, puis les herbes qu'ils purent trouver, jusqu'à ce qu'ils arrivent dans le désert. Réduits au canibalisme par tirage au sort, l'armée se décima elle-même, ce qui poussa le roi à abandonner son expédition et faire demi-tour. 
Pomponius Mela et Pline l'Ancien dans son Histoire naturelle considèrent également les Macrobies comme des Éthiopiens.

## Les Macrobies en Inde
D'autres auteurs antiques avancent que les Macrobies vivent en Inde. C'est le cas de Pline mentionnant Ctésias de Cnide, ainsi que du Pseudo-Callisthène (en 3, 7).

## Les Macrobies en Hyperborée
Dans les Argonautiques orphiques, épopée anonyme composée vers la fin de l'Antiquité (au Ve siècle apr. J.-C. selon Francis Vian), les Argonautes passent par le pays des Macrobies pendant leur périple de retour après avoir conquis la Toison d'or en Colchide, lorsqu'ils hâlent leur navire sur la Mer Morte, située dans le poème à l'extrémité nord du monde. Leur principale caractéristique est leur longévité, qui paraît atteindre douze mille mois lunaires (l'établissement du texte pose problème), soit environ mille ans, pendant lesquels ils conservent la jeunesse et au terme desquels ils sombrent dans le sommeil au moment de mourir. En outre, ils sont décrits comme vivant dans le bonheur et la sagesse, se nourrissant d'herbes douces comme le miel et de rosée. Le poète des Argonautiques orphiques place la ville des Macrobies à l'ouest de la partie de la côte de la Mer Morte habitée par les Hyperboréens, tandis que plus à l'ouest se trouve le pays des Cimmériens plongé dans une obscurité permanente et voisinant avec l'entrée du monde des morts. La sagesse et la félicité des Macrobies dans ce poème sont des caractéristiques fréquemment prêtées aux Hyperboréens.